# Anton Pisk
Anton Pisk, slovenski duhovnik, * 20. januar 1886, Pečine nad Most na Soči, † 28. oktober 1944, neznano.

## Življenje
Kot dijak se je odločil za duhovniški poklic in se vpisal v bogoslovje. 25. julija 1910 je prejel mašniško posvečenje v goriški stolnici. bil je psihični bolnik in se je večkrat zdravil, zato je bil dalj časa pri usmiljenih bratih v Gorici in maševal pod njihovim nadzorstvom.
Od leta 1912 do 1928 je oskrboval duhovnijo Lom nad Kanalom. Nato je živel kot upokojeni duhovnik in pomagal dekanu Venceslavu Beletu v Kanalu, v tem času je maševal po podružnicah in opravljal pogrebe. Viri trdijo, da je bil zgovoren, rad se je ustavljal po gostilnah. Javno je očital partizanom, ker so likvidirali nekaj ljudi. Leta 1944 so ga partizani prijeli pri Marijinem Celju, a so ga nato izpustili. Septembra 1944 je bil na duhovnih vajah. Konec oktobra so ga na Kanalskem Vrhu znova prijeli partizani in ga odpeljali prodi Čepovanu. Prenočil naj bi pri Podbregarjevih, dovolili so mu, da je še maševal pri župniku Kretiču v Čepovanu. Od tam so ga odpeljali v taborišče med Gornjo in Spodnjo Trebušo. 28. oktobra so ga skupaj z dvema zakoncema, ki sta bila v istem taborišču, sicer iz horjulske župnije, umorili. Kraj pokopa ni znan, najbrž je zakopan na večjem grobišču, kjer so tudi žrtve iz Črnega vrha nad Idrijo. 
Po umoru je izšla spominska podobica z napisom: "Kdor mene spozna pred ljudmi, njega bom tudi jaz spoznal pred mojim Očetom, ki je v nebesih. Počivaj v Gospodu ter prosi za sovje rokaje. Žalujoči verniki."